# Luis Milla Manzanares
Luis Milla Manzanares (Majadahonda, Comunidad de Madrid, España, 7 de octubre de 1994) es un futbolista español. Juega de centrocampista y su equipo es el Getafe C. F. de la Primera División de España.
Es hijo del exfutbolista internacional Luis Milla.

## Trayectoria
En su etapa juvenil se formó en el Rayo Majadahonda, después pasó por el Atlético de Madrid Juvenil y el "C" posteriormente fue fichado por el Rayo Vallecano B y C. D. Guijuelo, pero en el Guijuelo no pudo participar en cantidad por una grave lesión. 
En la siguiente temporada sería fichado por la A. D. Alcorcón, pero sería cedido al C. F. Fuenlabrada, después de una temporada en el Fuenlabrada, sería adquirido por dicho club, como importante refuerzo para intentar el ascenso a Segunda. En la temporada 2017-18, en un partido de Copa del Rey contra el Real Madrid en el Santiago Bernabéu, marcó un gol desde 25 metros.

### C. D. Tenerife
En el mercado invernal de la temporada 2017-18 sería fichado por el C. D. Tenerife por una cifra de 500 000 €, para reforzar el mediocampo. Hizo su debut profesional nueve días después, jugando los 90 minutos completos en un empate 0-0 en casa ante el Real Valladolid.
En su última temporada con el club canario, el jugador madrileño anotó una suma de 8 goles y repartió 6 asistencias, siendo uno de los mejores jugadores de segunda división. 

### Granada C. F. y Getafe C. F.
El 31 de julio de 2020 se unió al Granada C. F. para las siguientes cuatro temporadas, debutando así en la máxima categoría del fútbol español. En su segundo año el equipo bajó a Segunda División, por lo que el 25 de julio de 2022 fue traspasado al Getafe C. F. para jugar con el conjunto azulón hasta 2027.

## Estadísticas

### Clubes
Actualizado al último partido disputado el 18 de mayo de 2025.
| Club                        | Div.          | Temporada     | Liga  | Liga  | Copas nacionales | Copas nacionales | Copas internacionales | Copas internacionales | Total | Total |
| Club                        | Div.          | Temporada     | Part. | Goles | Part.            | Goles            | Part.                 | Goles                 | Part. | Goles |
| --------------------------- | ------------- | ------------- | ----- | ----- | ---------------- | ---------------- | --------------------- | --------------------- | ----- | ----- |
| Rayo Vallecano "B" · España | 2.ª B         | 2014-15       | 20    | 2     | —                | —                | —                     | —                     | 20    | 2     |
| Rayo Vallecano "B" · España | Total club    | Total club    | 20    | 2     | 0                | 0                | 0                     | 0                     | 20    | 2     |
| C. D. Guijuelo · España     | 2.ª B         | 2015-16       | 4     | 1     | 1                | 1                | —                     | —                     | 5     | 2     |
| C. D. Guijuelo · España     | Total club    | Total club    | 4     | 1     | 1                | 1                | 0                     | 0                     | 5     | 2     |
| C. F. Fuenlabrada · España  | 2.ª B         | 2016-17       | 35    | 1     | 7                | 0                | —                     | —                     | 42    | 1     |
| C. F. Fuenlabrada · España  | 2.ª B         | 2017-18       | 21    | 3     | 4                | 1                | —                     | —                     | 25    | 4     |
| C. F. Fuenlabrada · España  | Total club    | Total club    | 56    | 4     | 11               | 1                | 0                     | 0                     | 67    | 5     |
| C. D. Tenerife · España     | 2.ª           | 2017-18       | 17    | 0     | —                | —                | —                     | —                     | 17    | 0     |
| C. D. Tenerife · España     | 2.ª           | 2018-19       | 38    | 2     | 1                | 0                | —                     | —                     | 39    | 2     |
| C. D. Tenerife · España     | 2.ª           | 2019-20       | 35    | 8     | 4                | 0                | —                     | —                     | 39    | 8     |
| C. D. Tenerife · España     | Total club    | Total club    | 90    | 10    | 5                | 0                | 0                     | 0                     | 95    | 10    |
| Granada C. F. · España      | 1.ª           | 2020-21       | 16    | 1     | 1                | 0                | 7                     | 0                     | 24    | 1     |
| Granada C. F. · España      | 1.ª           | 2021-22       | 34    | 3     | 2                | 0                | —                     | —                     | 36    | 3     |
| Granada C. F. · España      | Total club    | Total club    | 50    | 4     | 3                | 0                | 7                     | 0                     | 60    | 4     |
| Getafe C. F. · España       | 1.ª           | 2022-23       | 27    | 0     | 3                | 0                | —                     | —                     | 30    | 0     |
| Getafe C. F. · España       | 1.ª           | 2023-24       | 27    | 0     | 3                | 1                | —                     | —                     | 30    | 1     |
| Getafe C. F. · España       | 1.ª           | 2024-25       | 33    | 1     | 3                | 0                | —                     | —                     | 36    | 1     |
| Getafe C. F. · España       | Total club    | Total club    | 87    | 1     | 9                | 1                | 0                     | 0                     | 96    | 2     |
| Total carrera               | Total carrera | Total carrera | 307   | 22    | 29               | 3                | 7                     | 0                     | 343   | 25    |
| 1. 2.                       |               |               |       |       |                  |                  |                       |                       |       |       |

## Vida personal
Su padre, también llamado Luis, era futbolista y jugaba de centrocampista. Formado en la cantera del F. C. Barcelona, también jugó para el Real Madrid C. F., el Valencia C. F. y la selección de España antes de trabajar más tarde como entrenador.